# Ризванюк Степан Олексійович
Ризванюк Степан Олексійович (24 липня 1939) — український перекладач, викладач, дипломат.

## Життєпис
Народився 24 липня 1939 року в Кармен-дель-Парана (Парагвай). У 1967 закінчив перекладацьке відділення факультету романо-германської філології Київського університету. Кандидатська дисертація «Українська мова в Аргентині» (1974).
З 1967 року викладач, старший викладач, доцент, завідувач кафедри.
У 1992 році заступник декана, в.о. декана факультету іноземної філології.
У 1993 році — звільнений за переводом до Міністерства закордонних справ України, де отримав призначення посаду першого секретаря Посольства України в Аргентинській Республіці.
У 1995 році — за переводом зарахований на посаду доцента кафедри іспано-італійської філології Інституту філології Київського університету
У 1999—2002 рр. — завідувач кафедри іспано-італійської філології Інституту філології Київського університету.
Основний напрямок наукової роботи — варіативність мов та міжмовні відношення, зокрема: українська мова в Аргентині та Латинській Америці; іспанська мова в країнах Латинської Америки. Автор перших перекладів іспанською мовою окремих творів класичної української літератури.

## Автор перекладів іспанською мовою
- Ю. П. Дольд-Михайлик. І один у полі воїн. К., 1978, 1979 (переклад);
- Ю. П. Дольд-Михайлик. У чорних лицарів. К., 1986 (переклад);
- І.Франко. Захар Беркут[2]. К., 1982, 1983 (переклад);
- Ю.Яновський Вершники. К., 1982;
- Р. Самбук. Бронзовий чорт. К., 1988 (переклад);

## Автор підручників
- El Español [3] 2-е видання (перероблене і доповнене), 2019. Перше видання публікувалося у К. : ВПЦ «Київський університет» , 2016 . — 488 C.
- El Verbo Castellano (Іспанське дієслово) [4] — К. : ВПЦ «Київський університет» , 2006 . — 96 C.

## Нагороди та відзнаки
- Медаль «За трудову відзнаку» (1984).